# Лобцов Павло Євгенович
Павло Євгенович Лобцов (нар. 9 січня 1988, Харків, УРСР) — український футболіст, півзахисник.

## Життєпис
У 2006 році потрапив у «Харків». За два з половиною роки перебування в Харкові, Лобцов провів 62 матчі за дублюючий склад команди і забив в них 6 м'ячів. Також грав за «Харків-2» у другій лізі. При цьому кожен з тренерів, які очолювали «Харків», підключав Павла до тренувань з основою командою. У матчах чемпіонату України його так жодного разу і не включили в заявку на матч. Зате дали зіграти в розіграші Кубка України в матчі «Ворскла» — «Харків» (2:0).
У січні 2008 року пройшов тижневий перегляд у команді «Гомель», підписав контракт. Спочатку виступав за дубль «городян», а в сезоні 2008/2009 провів 9 матчів у білоруській Вищій лізі. Проте в 2010 році повернувся в Україну, де захищав кольори друголігових клубів «Скала» (Стрий), «Єдність» (Плиски) та ФК «Полтава». У 2012 році виступав у чемпіонаті Чернігівської області за «Полісся» (Добрянка). Під час зимової перерви сезону 2012/13 років підсилив білоцерківський «Арсенал». Напередодні початку сезону 2013/14 років змінила назву на «Арсенал-Київщина», проте в команди виникли фінансові проблеми, тому розпочався массовий відхід гравців. Зрештою під час зимової перерви команду залишив і Лобцов. З 2014 року виступав за аматорські клуби «Буча», «Межигір'я» (с. Нові Петрівці) та «Обухів» у чемпіонаті Київської області.